# Manjaurkalven
Manjaurkalven är en sjö i Vindelns kommun i Västerbotten och ingår i Umeälvens huvudavrinningsområde. Sjön har en area på 0,802 kvadratkilometer och ligger 215 meter över havet. Sjön avvattnas av vattendraget Åman.

## Delavrinningsområde
Manjaurkalven ingår i det delavrinningsområde (718088-166959) som SMHI kallar för Utloppet av Manjaurkalven. Medelhöjden är 272 meter över havet och ytan är 8,86 kvadratkilometer. Räknas de 44 avrinningsområdena uppströms in blir den ackumulerade arean 506,77 kvadratkilometer. Åman som avvattnar avrinningsområdet har biflödesordning 3, vilket innebär att vattnet flödar genom totalt 3 vattendrag innan det når havet efter 167 kilometer. Avrinningsområdet består mestadels av skog (79 procent). Avrinningsområdet har 0,81 kvadratkilometer vattenytor vilket ger det en sjöprocent på 9,1 procent.